# Marpa
Marpa Lotsawa (Lhodrak, 1012 - 1097), of Marpa, de vertaler was een Tibetaans boeddhistische leraar en vertaalde veel boeddhistische teksten uit het Pali en Sanskriet naar het Tibetaans en heeft veel invloed gehad binnen de vajrayana en mahamudra-stromingen.
Marpa werd geboren als Marpa Chökyi Lodrö in Lhodrak Chukhyer in het zuiden van Tibet en behoorde tot een gezin dat veel aanzien genoot. Vanaf zijn vroege jeugd begon hij te studeren, maar hij was wild en ongetemd in vergelijking met de andere kinderen. Marpa studeerde eerst drie jaar bij Drogmi Shakya Yeshe in Mangkhar en werd tevens onderricht in het Sanskriet. Hij besloot naar India te reizen om daar te studeren bij de boeddhistische meesters. Marpa keerde terug naar Lhodrak en zette zijn hele erfenis om naar goud om zijn reizen te kunnen financieren en offers te brengen aan zijn leraren.
Marpa reisde eerst naar Nepal waar hij onderricht kreeg van Paindapa en Chitherpa, twee leerlingen van Naropa. Paindapa vergezelde Marpa naar Pullahari, in de buurt van de universiteit van Nalanda, waar Naropa les gaf. Marpa studeerde twaalf jaar bij Naropa en andere goeres in India. Hierna reisde hij terug naar Tibet om les te geven en zijn dharma-activiteiten voort te zetten.
Marpa reisde vervolgens nog twee keer naar India en drie keer naar Nepal en studeerde nogmaals met Naropa en vele andere leraren zoals Maitripa. Op zijn derde reis naar India was het moeilijk Naropa te vinden, aangezien deze zich bezighield met tantrische oefeningen. Na veel zoeken vond hij Naropa en ontving de laatste oefeningen en instructies. Het was tijdens deze ontmoeting dat Naropa voorspelde dat zijn leer niet door hem zou worden voortgezet, maar door zijn studenten. Omdat Marpa alles geleerd had, benoemde Naropa Marpa als zijn opvolger.
Bij terugkeer in Tibet woonde Marpa met zijn vrouw Dakmema en hun kinderen in Lhodrak waar hij jarenlang de geschriften in het Tibetaans vertaalde. Hij leverde daarmee een zeer belangrijke bijdrage aan de overdracht van de complete boeddhadharma naar Tibet. Marpa gaf les en overdracht aan vele leerlingen in Tibet. Een van zijn leerlingen was Milarepa, die Marpa uiteindelijk aanwees als zijn opvolger.
Marpa wordt beschouwd als een van de acht heiligen van het tantrisch Boeddhisme.
- Biblioteca Nacional de España: XX5219615
- Bibliothèque nationale de France: cb131853202 (data)
- Gemeinsame Normdatei: 104292229
- International Standard Name Identifier: 0000 0000 5512 7819
- Library of Congress Control Number: n82088533
- Nationale Bibliotheek van Tsjechië: jx20040803004
- Nationale Bibliotheek van Israël: 987007349443305171
- Nederlandse Thesaurus van Auteursnamen: 161445470
- Système universitaire de documentation: 035375701
- Virtual International Authority File: 66607573
- WorldCat: E39PBJqKg8Gwt43HGfcFdrBdcP